# Cromceladonite
La cromceladonite è un minerale appartenente al gruppo delle miche.

## Etimologia
Il nome deriva dalla composizione chimica: minerale simile all'aluminoceladonite con contenuto prevalente di cromo.